# Thot
Thot, scris și Thoth, era zeul egiptean al lunii, al magiei, al aritmeticii, al vorbirii și inventatorul scrisului. Era reprezentat ca un bărbat cu cap de ibis sau de babuin. Omologul său feminin era Seshat, iar soția sa era Ma'at.
În mitologia heliopolitană este considerat și „inima lui Ra”, personificând deci cunoașterea divină și esența gândirii creatoare, care transmite cuvântului forța adevărului, puterea de a crea realitatea.
Este gardianul morților și intermediarul lor în fața zeilor. A fost asociat de greci zeului Hermes. Thot mai era cunoscut și ca zeu al științei și al înțelepciunii.
Templul principal al lui Thot era situat în orașul Hermopolis. 

## Nume

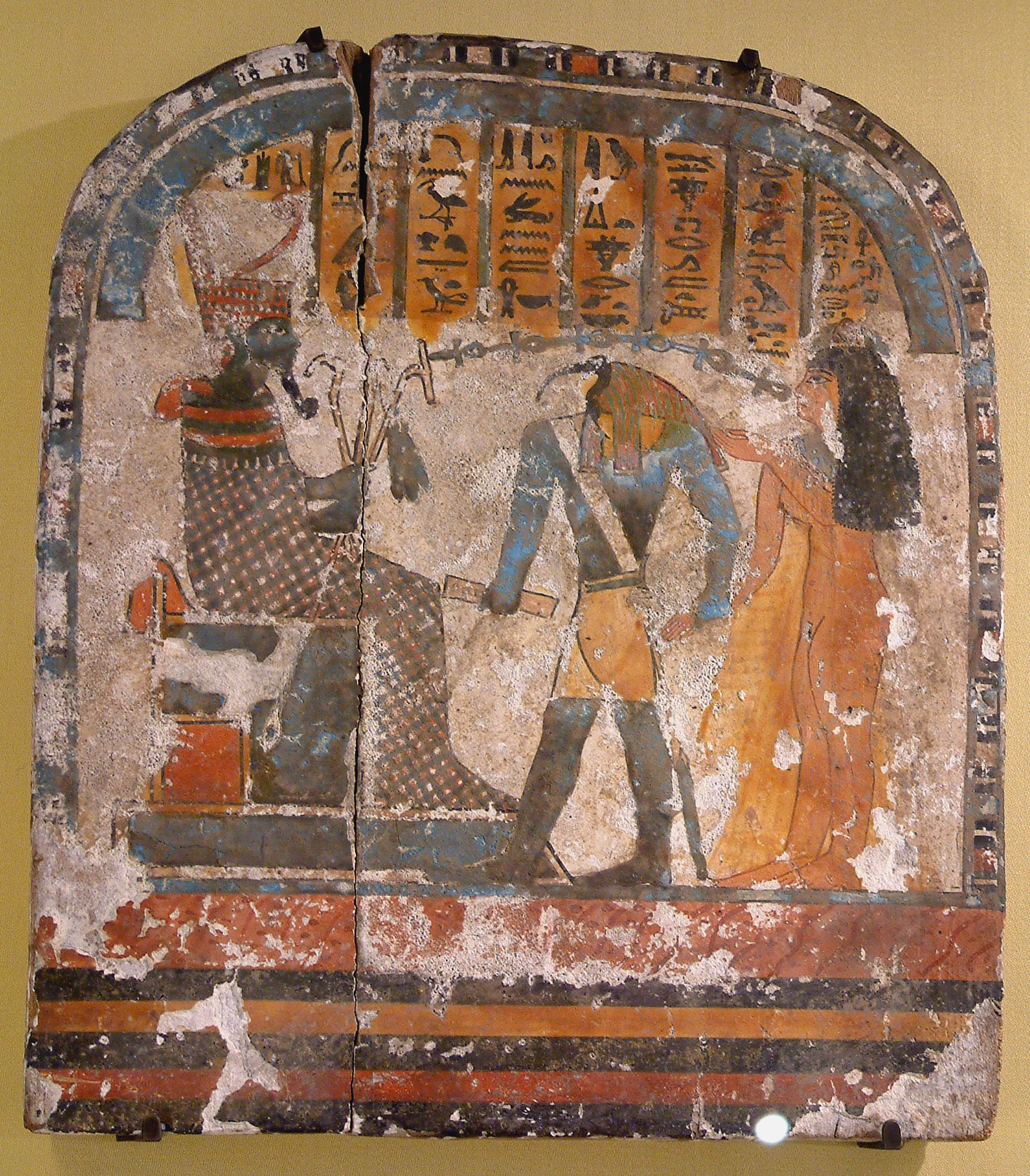
Nestarut dusă de Thot la zeul Atum, 900 î.Hr.
(Muzeul Luvru)

Pronunția egipteană a termenului ḏḥwty nu este pe deplin cunoscută, dar poate fi reconstituită ca *ḏiḥautī, probabil pronunțată *[t͡ʃʼi.ˈħau.tʰiː] sau *[ci.ˈħau.tʰiː]. Această reconstrucție se bazează pe împrumutul din greaca veche Thōth (Θώθ [tʰɔːtʰ]) sau Theut și pe faptul că numele a fost transliterat în coptă sahidică în diverse moduri, ca ⲑⲟⲟⲩⲧ Thoout, ⲑⲱⲑ Thōth, ⲑⲟⲟⲧ Thoot, ⲑⲁⲩⲧ Thaut, Taautos (Τααυτος), Thoor (Θωωρ), precum și în coptă bohairică, ⲑⲱⲟⲩⲧ Thōout.
Urmând convenția egiptologică, care evită reconstrucția vocalică, scheletul consonantic ḏḥwty ar fi redat Djehuti, iar zeul este uneori întâlnit sub acest nume. Cu toate acestea, forma grecească "Thoth" este mai frecventă. Alte forme ale numelui ḏḥwty folosind transcrieri mai vechi includ Jehuti, Jehuty, Tahuti, Tehuti, Zehuti, Techu sau Tetu.
Grecii îl înrudeau pe Thoth cu zeul lor Hermes datorită atributelor și funcțiilor sale similare. Unul dintre titlurile lui Thot, "De trei ori măreț", a fost tradus în greacă τρισμέγιστος (trismégistos), ceea ce a rezultat în personajul legendar Hermes Trismegistus.

## Caracterizare

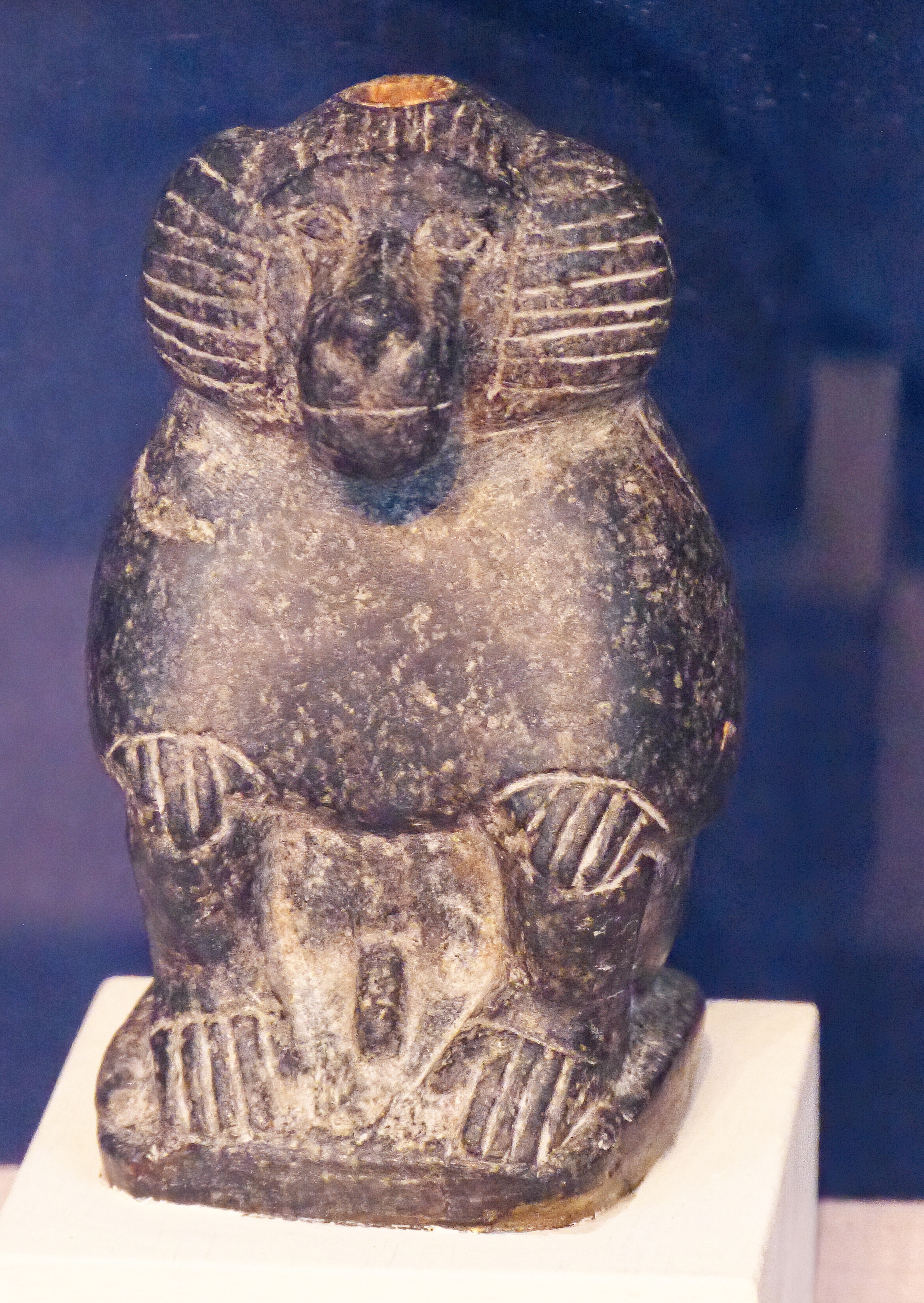
Thot ca babuin, circa 1070 î.Hr.

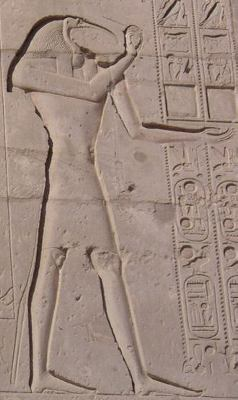
Thot sculptat la Templul lui Ramses II din Luxor, Egipt

### Reprezentări
Thot a fost reprezentat în multe feluri, în funcție de epocă și de aspectul pe care artistul dorea să îl reflecte. De obicei, el este reprezentat în forma sa umană, cu capul unui ibis. În această formă, el poate fi reprezentat ca fiind cel care calculează timpurile și anotimpurile. Este văzut purtând pe cap o podoabă cu discul lunar așezat deasupra unei semilune. Atunci când era reprezentat ca o formă a lui Shu sau Ankher, este văzut purtând podoabele zeului respectiv. Uneori, este înfățișat în artă purtând coroana Atef sau coroana dublă a Egiptului Superior și Inferior.
De asemenea, el apare ca un babuin cu față de câine sau ca un om cu cap de babuin atunci când este A'an, zeul echilibrului. Thot este adesea reprezentat ținând în mână un ankh, simbolul egiptean al vieții.

### Atribute
Rolurile lui Thoth în mitologia egipteană au fost numeroase. El a servit ca scrib al zeilor, căruia i se atribuie inventarea scrierii și a hieroglifelor egiptene. În lumea subterană, Duat, el apărea ca o maimuță, Aani, zeul echilibrului, care raporta balanța ce cântărea inima defunctului în raport cu pana, reprezentând principiul lui Maat.
Vechii egipteni îl considerau pe Thot ca fiind Unul, născut și produs de la sine. El era stăpânul legilor fizice și morale (adică divine), folosind în mod corespunzător Ma'at (justiția). I se atribuie faptul că a făcut calculele pentru stabilirea stelelor și a Pământului.
Egiptenii îl creditează ca autor al tuturor lucrărilor de știință, religie, filozofie și magie. În plus, grecii l-au declarat inventator al astronomiei, astrologiei, științei numerelor, matematicii, geometriei, topografiei, medicinei, botanicii, teologiei, guvernării civilizate, alfabetului, cititului, scrisului și oratoriei. Ei au mai afirmat că el era adevăratul autor al fiecărei lucrări din fiecare ramură a cunoașterii, umană și divină.

### Mituri
Mitologia egipteană îi atribuie lui Thoth crearea calendarului de 365 de zile. Inițial, conform mitului, anul avea doar 360 de zile, iar Nut era sterilă în aceste zile, neputând să nască copii. Thoth a pariat cu Luna pentru 1/72 din lumina ei (360/72 = 5), sau 5 zile, și a câștigat. În timpul acestor 5 zile, Nut și Geb i-au născut pe Osiris, Seth, Isis și Nephthys.
În mitul central al lui Osiris, Thot îi oferă lui Isis cuvintele pentru a-și reface soțul, permițând astfel celor doi să-l conceapă pe Horus. În urma unei bătălii între Horus și Set, Thot contribuie cu sfaturi și înțelepciune.